# Andrea Bignasca
Andrea Bignasca (* 1962 in Sorengo, Tessin) ist ein Schweizer Klassischer Archäologe.

## Leben
Bignasca stammt aus Sorengo bei Lugano. Er studierte an der Universität Basel Klassische Archäologie,  Gräzistik und Italienische Literaturwissenschaft. Er nahm an Forschungsaufenthalten in Griechenland, Italien, Israel und Jordanien teil.
1997 wurde er nach seiner Doktorarbeit in Basel Vizedirektor des Antikenmuseums Basel. Seit dem 1. Januar 2013 ist er als Nachfolger von Peter Blome Direktor des Museums. Bignasca arbeitet seit 2005 als Dozent an der Basler Universität.
Bignasca wohnt mit einigen Unterbrüchen seit 1981 in Basel. Er ist verheiratet und spricht neben seiner Muttersprache Italienisch auch Deutsch, Französisch, Englisch und Spanisch.

## Veröffentlichungen (Auswahl)
- I kernoi circolari in Oriente e in Occidente. Strumenti di culto e immagini cosmiche. (= Orbis biblicus et orientalis. Series archaeologica Bd. 19.) Universitätsverlag, Freiburg 2000. ISBN 3-7278-1308-3 (= Dissertation)